# Цзюйфуду
ГЕС Цзюйфуду (кит.: 居甫渡水电站) — гідроелектростанція на півдні Китаю у провінції Юньнань. Знаходячись перед ГЕС Геланьтань, становить верхній ступінь каскаду на річці Лісяньцзян (у В'єтнамі — Да), правій притоці Хонгхи (біля Хайфона впадає у Тонкінську затоку Південнокитайського моря). При цьому вище по сточищу на твірних Лісяньцзян річках Бабіан та Амо працюють ГЕС Лунма та ГЕС Амоцзян-Саньцзянкоу.
У межах проєкту річку перекрили греблею з ущільненого котком бетону висотою 95 метрів та завдовжки 320 метрів, яка потребувала 940 тис. м3 матеріалу та утримує водосховище з об'ємом 174 млн м3.
Пригреблевий машинний зал обладнали трьома турбінами типу Френсіс потужністю по 95 МВт, які забезпечують виробництво 1,3 млрд кВт·год електроенергії на рік.